# Sasyk (Krym)
Sasyk (ukrajinsky Сасик) nebo Sasyk-Sivaš (ukrajinsky Сасик-Сіваш) je lagunové slané jezero v Autonomní republice Krym na jihu Ukrajiny. Leží mezi letovisky Saki a Jevpatorija. Má rozlohu 75,3 km², ta se ale v létě značně zmenšuje. Je 14 km dlouhé a v nejširším místě 9 km široké. Dosahuje maximální hloubky 1,2 m.

## Pobřeží
Na severu a západě jsou dlouhé a úzké zálivy.

## Vodní režim
Vzniklo z laguny Kalamitského zálivu Černého moře, od kterého je oddělené širokou kosou. Úroveň hladiny je 0,6 m pod úrovní moře. Voda do jezera proniká filtrací z moře přes kosu a z podzemních vod.